# Suliszewo (Choszczno)

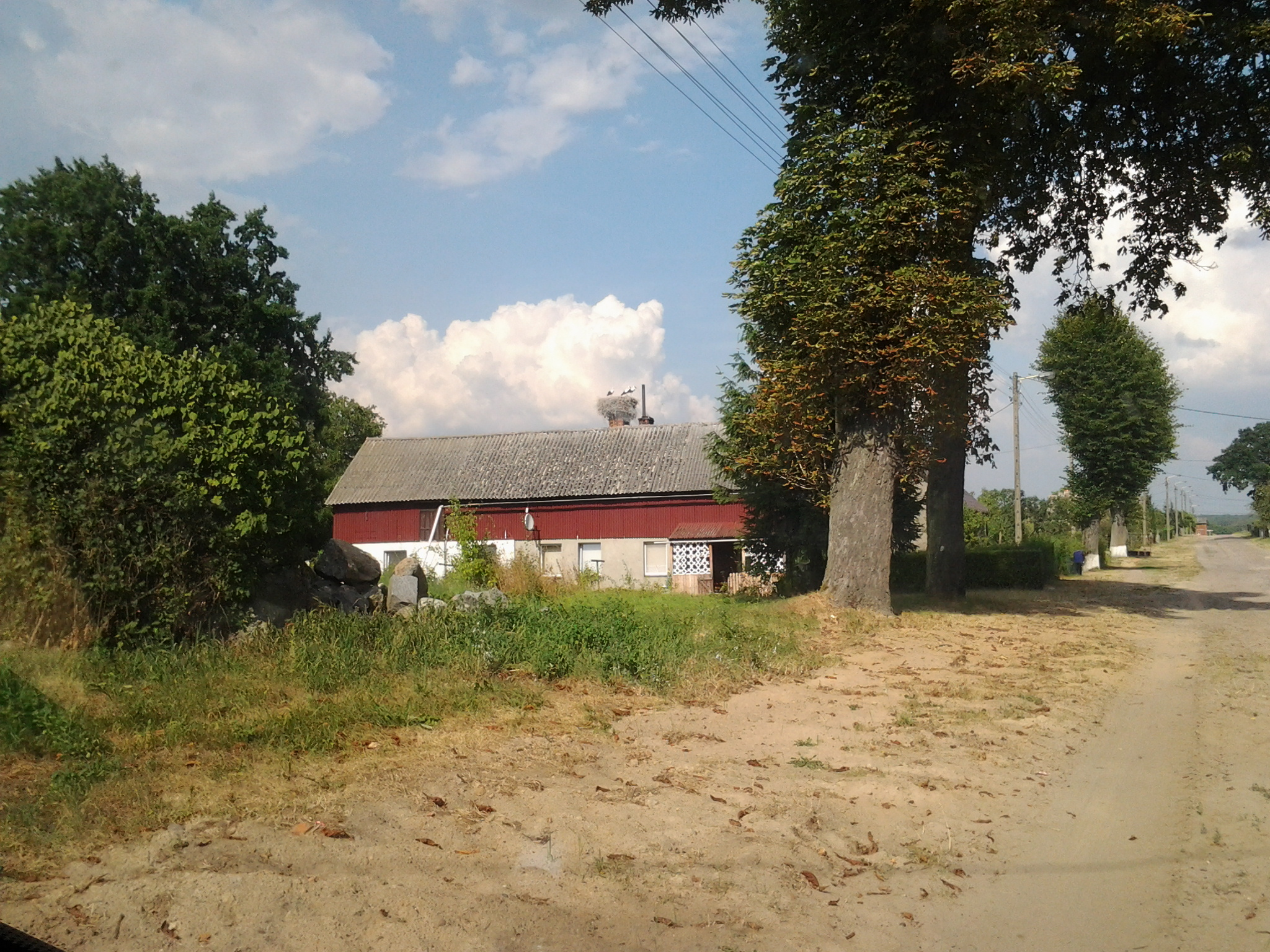
Storchennest in Suliszewo

Suliszewo (deutsch Zühlsdorf) ist ein Dorf im Verwaltungsbezirk  Gmina Choszczno der polnischen Woiwodschaft Westpommern.

## Geographische Lage
Der Ort liegt in der Neumark,  etwa 13 Kilometer östlich  der Stadt Choszczno (Arnswalde) und 72 Kilometer östlich der regionalen Metropole Stettin (Szczecin).

## Geschichte
Zühlsdorf ist ein altes Kirchdorf. Es soll im 13. Jahrhundert von Zules von Wedel gegründet worden sein, der die Gemarkung mit Kürtow vom Markgrafen von Brandenburg zu Lehen erhielt. Im Jahr 1336 wurde der Ort im Zuge  kriegerischer Auseinandersetzungen des Deutschen Ordens mit einem polnischen Heer  vollständig zerstört. Das Dorf kam danach in den Besitz der Familie Güntersberg (Kratznik), die 1354 am nördlichen  Dorfrand auf dem Schlossberg eine Burg errichtete. Während des Dreißigjährigen Kriegs wurde das Dorf 1638 erneut vollständig zerstört.
Um 1800 war das Dorf eine Domäne, die zum Amt Reetz gehörte. Im Jahr  1798 gab es in Zühlsdorf einen Lehensschulzen, 26 Vollbauern, einen Halbbauern, zehn Kossäten, 24 Einlieger, eine Schmiede und insgesamt 69 Feuerstellen (Haushalte) bei insgesamt 350 Einwohnern. Das zuständige Postamt befand sich in Reetz.
Die Land- und Forstwirtschaft bildete die Haupteinnahmequelle des Dorfs. 1,5 Kilometer östlich des Dorfs gab es eine Ziegelei. Vor 1945 bestand in Zühlsdorf eine Waldarbeiterschule.
Die Region wurde nach Ende des Zweiten Weltkriegs
unter polnische Verwaltung gestellt. 

### Kirchspiel
Die Kirchengemeinde von Zühlsdorf war im Rahmen der Reformation zum evangelischen Glauben übergetreten.
Zühlsdorf hatte eine  eigene Mutterkirche, die zur Synode Arnswalde gehörte. 

### Einwohnerzahlen
- 1798: 350[1]
- 2007: 421

## Sehenswürdigkeiten
- Gotische Kirche Heilige Dreifaltigkeit aus dem 15./16. Jahrhundert

## Söhne und Töchter des Ortes
- Karl Kuhnke (1881–?), deutscher Politiker (DNVP), Mitglied des Reichstages